# Jan Václav Vejvoda ze Stromberka
Jan Václav Vejvoda (1677? - 6. září 1757) byl český politik, pražský měšťan a primátor Starého Města Pražského v letech 1745-1757.

## Život a působení
Již od roku 1701 zasedal dlouhodobě ve staroměstské městské správě, kde zastával řadu úředních funkcí. Postupně vykonával funkce písaře Desetipanského úřadu (soud pro menší spory), obecního staršího, komisaře při revisitaci Tereziánského katastru v Prácheňsku, ředitele rybního úřadu, nejvyššího vachtmistra a zasedal v městské radě. Vrcholem jeho kariéry bylo císařské jmenování do funkce primátora Starého Města Pražského 21. března 1745. Nastoupil v nelehké době válek o rakouské dědictví a válek s Prusy. V červenci následujícího roku ho za čtyřicet pět let služby městu a Habsburské monarchii odměnila císařovna Marie Terezie povýšením do šlechtického stavu s predikátem „ze Stromberka“, což byl predikát jeho dědečka Daniela Jaroměřského ze Stromberka, s predikátem získal i dědečkův erb. Zemřel ve věku 79 let roku 1757, pohřben byl v kryptě kostela svatého Martina.
V Praze vlastnil honosný a rozlehlý dům v Jilské ulici, po něm nazvaný U Vejvodů (čp. 353) a kromě něj koupil v Českém Brodě rozlehlý mlýn Chouranice a dvůr na Pražském předměstí. Do českobrodského děkanského kostela sv. Gotharda daroval obraz sv. Františka Xaverského, který se v presbytáři nachází doposud. Byl také majitelem zámku v Pravoníně, který dal přestavět.